# 菅野翔太
菅野 翔太（かんの しょうた、1992年1月12日 - ）は、福島県二本松市出身のプロバスケットボール選手である。ポジションはスモールフォワード。

## 来歴
2000-2002　二本松南ミニバスケットボールクラブスポーツ少年団
2002-2004　二本松ミニバスケットボールクラブスポーツ少年団
2004-2007　二本松市立第一中学校
2007-2010　福島県立福島工業高等学校
2010-2014　東北学院大学
2014.1     仙台89ERS練習生
2014-2018  福島ファイヤーボンズ
2018-2020  三遠ネオフェニックス
2020-2025  福島ファイヤーボンズ